# كارلوس دياز (لاعب كرة قدم مواليد 2000)
كارلوس إدواردو أوليفيرا دياز مواليد (23 يناير 2000 في بارانا في البرازيل) هو لاعب كرة قدم برازيلي لعب سابقاً في نادي الفجيرة الإماراتي.

## روابط خارجية
- كارلوس دياز (لاعب كرة قدم مواليد 2000) على موقع قاعدة بيانات كرة القدم.إي يو (الإنجليزية)
- كارلوس دياز (لاعب كرة قدم مواليد 2000) على موقع Soccerway.com (الإنجليزية)